# Tôn giáo Lưỡng Hà cổ đại
Tôn giáo Lưỡng Hà chỉ các tín ngưỡng và tập tục tôn giáo của các nền văn minh Lưỡng Hà cổ đại, cụ thể là Sumer, Akkad, Assyria và Babylonia trong khoảng năm 3500 trước Công nguyên đến 400 sau Công nguyên, sau đó phần lớn bị thay thế bởi Kitô giáo Syria. Sự phát triển tôn giáo ở Lưỡng Hà và văn hóa Lưỡng Hà nói chung không bị ảnh hưởng bởi sự di chuyển của các dân tộc khác nhau đến và đi khắp khu vực, đặc biệt là ở phía nam. Thay vào đó, tôn giáo Lưỡng Hà là một truyền thống nhất quán và mạch lạc, phù hợp với nhu cầu nội tại của các tín đồ qua hàng thiên niên kỷ phát triển.
Những khởi nguồn sớm nhất của tư tưởng tôn giáo Lưỡng Hà có từ giữa thiên niên kỷ thứ 4 trước Công nguyên, có nền tảng từ sự thờ phụng thiên nhiên. Trong thiên niên kỷ thứ 3 trước Công nguyên, các đối tượng thờ phụng đã được nhân cách hóa và trở thành một nhóm các vị thần với các chức năng cụ thể. Các giai đoạn cuối cùng của đa thần giáo Lưỡng Hà phát triển trong thiên niên kỷ thứ 2 và thứ 1, tập trung hơn vào tôn giáo thờ phụng cá nhân và sắp xếp các vị thần thành một hệ thống phân cấp quân chủ với vị thần quốc gia là người đứng đầu các thần. Tôn giáo Lưỡng Hà cuối cùng bị suy tàn trước sự truyền bá của các tôn giáo Iran thời Đế chế Achaemenes và sự Kitô giáo hóa tại vùng Lưỡng Hà.

## Sách tham khảo
- Bottéro, Jean (2001). Tôn giáo ở Mesopotamia cổ đại. Dịch. Bởi Teresa Lavender Fagan. Chicago: Nhà in Đại học Chicago. ISBN 978-0226067179 Mã số   980-0226067179.
- Bottéro, Jean (2001b). Cuộc sống hàng ngày ở Mesopotamia cổ đại. Báo chí JHU. ISBN 978-0801868641 Mã số 980-0801868641.
- Chavalas, Mark W. (2003). Mesopotamia and the Bible. Continuum International Publishing Group. ISBN 978-0-567-08231-2.
- Davies, Owen (2009). Grimoires: Lịch sử Sách ma thuật. New York: Nhà xuất bản Đại học Oxford.
- Moorey, Peter Roger Stuart (1991). A Century of Biblical Archaeology. Westminster John Knox Press. ISBN 978-0-664-25392-9.
- Schneider, Tammi (2011). Giới thiệu về tôn giáo Lưỡng Hà cổ đại. Grand Rapids: Công ty xuất bản William B. Eerdmans.
- Ringgren, Helmer (1974). Các tôn giáo của Cận Đông cổ đại, được dịch bởi John Sturdy. Philadelphia: Nhà báo Westminster.
- Meador, Betty De Shong (2000). Inanna, Lady of Heartestest. Austin: Nhà in Đại học Texas. ISBN 978-0-292-75242-9 Mã số   980-0-292-75242-9

## Dẫn nguồn
1. 1 2  "Mesopotamian religion". Britannica.